# 美唄炭鉱

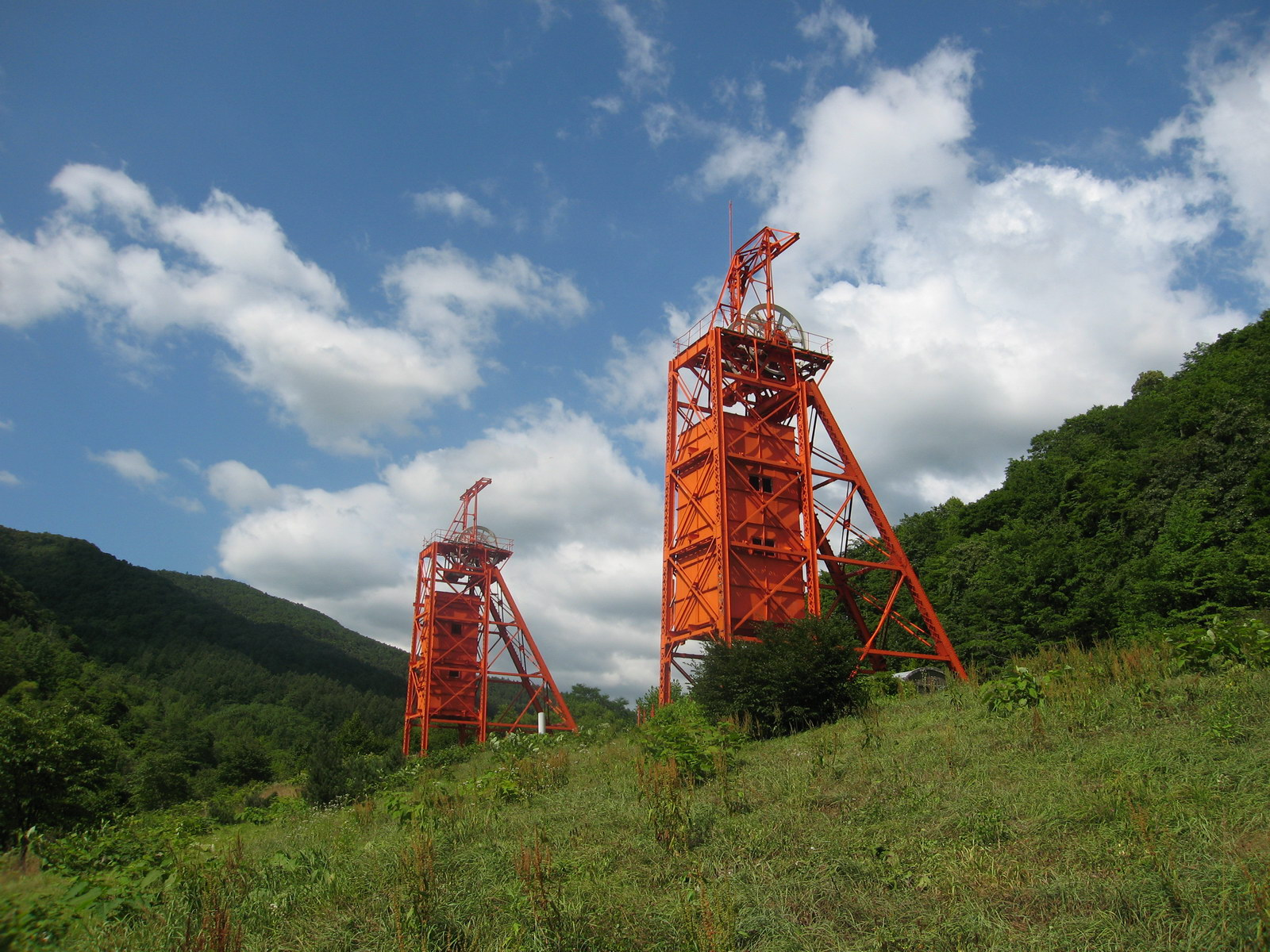
三菱美唄炭鉱立坑巻き揚げ櫓(現・炭鉱メモリアル森林公園)

美唄炭鉱（びばいたんこう）は、北海道美唄市周辺に存在した炭鉱群の総称。新美唄炭鉱、沼貝炭鉱、錦旗炭鉱などの中小炭鉱も多く存在していたが、大きく美唄市常盤台地区に存在した三菱鉱業の三菱美唄炭鉱、美唄市南美唄地区に存在した三井鉱山の三井美唄炭鉱に大別される。露天掘炭鉱として再開し稼動中である。

## 三菱美唄炭鉱
1913年（大正2年）、独立系の飯田炭鉱として開発が進められたが、1915年に三菱が買収して三菱美唄炭鉱となる。生産量を伸ばすとともに旧美唄軽便鉄道を取得して三菱鉱業美唄鉄道線とし、大夕張と並ぶ三菱の主力鉱山として名を馳せた。1923年には立坑櫓が建設された。
1941年（昭和16年）3月18日、通洞坑口から1600m付近で落盤がありガス爆発を誘発。爆発当時の入坑者374人のうち死者・行方不明者177人。
1944年（昭和19年）5月、ガス爆発事故が発生。死傷者、行方不明者多数。昭和天皇、香淳皇后から北海道庁に金800円が下賜される。
1946年2月8日、三菱美唄炭鉱争議が始まる。同年2月17日から鉱業所の幹部を拘束して行った団体交渉は人民裁判事件と呼ばれた。
最盛期の1944年には年間180万トンもの生産量を誇ったが、1973年に閉山。
かつて都市としての規模を誇った常盤台地区は、閉山と共に多くの住民が去った。現在は公園として整備されているが、ほぼ無人地帯となっている。

## 三井美唄炭鉱
会社としては中小の炭鉱を買収する形で1928年に発足した。美唄駅から専用鉄道（のちの函館本線南美唄支線）を敷設し石炭輸送を行っていた。
一方、1910年に開鉱した徳田鉱山は、1941年に炭量枯渇したが、三井美唄炭鉱との一体的な開発が期待され三井鉱山が取得した（三井新美唄炭鉱）。1951年の鉱業所再編により三井美唄炭鉱第二鉱になった。
三井美唄炭鉱は1963年閉山。規模は大きかったものの同じ市内に位置した三菱美唄炭鉱と比べて採炭量は劣り、石炭産業の集約化を進める中で行われたスクラップアンドビルド（ビルド鉱）の対象にはなり得ず、早期に閉山を余儀なくされた。
三菱の常盤台よりも市街地に近い（国道12号の近隣）ことから、多くの炭鉱住宅などの施設が残る。

### 三美炭鉱
1963年に閉山した三井美唄炭鉱の一部は、三美炭鉱として継承されたが1973年に閉山した。
その後、海外資源の価格高騰により、現在は日本コークス工業（旧・三井グループ）子会社の三美鉱業株式会社が、露天掘りで採掘を行っている。

## 北菱産業埠頭美唄炭鉱
三菱マテリアルの子会社である北菱産業埠頭（石炭部門）が、美唄市盤の沢地区で運営する炭鉱。年現在も稼働中。露天掘りにより年3万トン程度を生産していたが、2007年には原油価格の上昇により、北海道電力や製紙会社向けの引き合いが増加。年産9万トン程度の生産量が見込まれている。